# Bibbia di Lutero
La Bibbia di Lutero è una traduzione della Bibbia in tedesco realizzata da Martin Lutero tra il 1522 e il 1534. L'opera è considerata fondamentale nello sviluppo della moderna lingua tedesca. Fu illustrata da Lucas Cranach il Vecchio.

## Origine

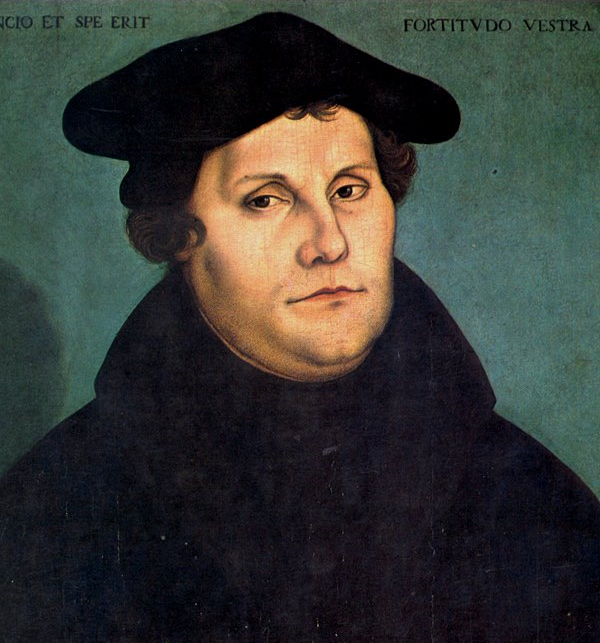
Lucas Cranach, Ritratto di Martin Lutero, 1529

Martin Lutero (1483-1546) fu il primo traduttore della Bibbia in lingua tedesca. Egli ne iniziò la traduzione nel 1521, mentre veniva nascosto da Federico III di Sassonia nel castello di Wartburg a motivo della condanna emessa contro di lui dall'imperatore Carlo V. Scopo del lavoro era garantire ai fedeli di lingua tedesca una traduzione della Bibbia. 
Il Nuovo Testamento fu pubblicato nel settembre 1522 (donde la dicitura Septembertestament applicata a tale edizione). Già nel dicembre 1522 Lutero ne pubblicò una revisione che apportava alcune piccole correzioni.
Dal 1523 fu intrapresa la traduzione dell'Antico Testamento. Data la mole del lavoro, il padre della riforma si fece aiutare da altri studiosi: Johannes Bugenhagen, Justus Jonas, Gaspare Crucigero, Filippo Melantone, Matthäus Aurogallus, e Georg Rörer. Nell'ottobre 1524 erano stati completati Pentateuco e libri storici (Giosuè, Giudici, 1-2 Samuele, 1-2 Re). Il lavoro proseguì nella traduzione degli altri libri: marzo 1526 Giona; giugno 1526 Abaquq; gennaio 1528 Zaccaria; ottobre 1528 Isaia; giugno 1529 Sapienza; aprile 1530 Daniele con l'appendice greca del cantico dei tre giovani; giugno 1530 Ezechiele; 1531 Salmi.
Contemporaneamente al lavoro sull'Antico Testamento, nel 1529 fu intrapresa una nuova e profonda revisione del Nuovo Testamento, conclusa nel 1530.
Nel marzo 1532 l'editore Hans Lufft pubblicò il lavoro svolto sui profeti. Nel gennaio 1533 fu completata la traduzione di Siracide, 1 Maccabei, e le appendici greche di Daniele, cioè Susanna e Bel e il drago.
Nel 1533 fu intrapresa una revisione delle traduzioni svolte in vista di una pubblicazione completa.
La traduzione dell'intero testo biblico vide infine la luce a Wittenberg nel 1534, in 6 volumi, col titolo completo Biblia, das ist die ganze Heilige Schrifft Deutsch (Biblia, cioè l'intera santa Scrittura in tedesco), a cura dell'editore Hans Lufft.
Fino al 1546 il testo ebbe 10 edizioni, contenenti continue modifiche e perfezionamenti. La morte di Lutero nel 1546 interruppe l'ulteriore perfezionamento del lavoro.

## Fonti
Per il lavoro di traduzione del Nuovo Testamento Lutero si basò sulla seconda edizione del testo greco curato da Erasmo da Rotterdam, pubblicata nel 1519 (la prima, caratterizzata da molte imperfezioni, era uscita nel 1516, dopo un solo anno di lavoro).
Per l'Antico Testamento il lavoro venne svolto a partire dal testo ebraico della cosiddetta Bibbia di Berlino, stampata a Brescia nel 1494, che era una revisione della Bibbia di Soncino del 1488.
Lutero si valse inoltre dell'ausilio della Vulgata, della quale mantenne l'ordine dei libri, e della traduzione ebraico-latina del domenicano Sante Pagnini, pubblicata nel 1527-8.

## Stile
Lutero descrive la sua impostazione traduttologica nella sua Lettera sul tradurre (Sendbrief vom Dolmetschen) del 1530.
Intenzione esplicita era realizzare una traduzione che fosse adatta al popolo comune. La scelta dei termini e lo stile, pertanto, doveva avvenire interrogando "la madre in casa, i bambini in strada, il popolo al mercato", in modo da rendere immediatamente comprensibile il significato per l'uditore tedesco. Ad esempio, in Luca21,2 Lutero traduce i due lepta della vedova con un taglio di moneta di Erfurt di scarso valore.
Tale preferenza riservata, nel lavoro di traduzione, alla comprensione del senso nella cultura di arrivo, portò Lutero in alcuni casi a scostarsi dal testo sorgente in una maniera che è parsa a molti studiosi, passati e contemporanei, eccessiva. Celebre è la questione sulla traduzione tedesca di Rm1,17: "l'uomo è giustificato solamente (allein) per la fede", dove l'avverbio assente nel testo greco e latino è introdotto da Martin Lutero. Scrive a proposito circa quelle poche lettere che “il pensiero del testo le porta in sé, e (...) se si vuole tradurre chiaramente ed efficacemente in tedesco bisogna mettervele” (Lettera sul tradurre).
Il tedesco centrale orientale (Ostmitteldeutsche) è il dialetto tedesco usato da Lutero che tenne ben presente la lingua cancelleresca della Sassonia, cioè la lingua usata nei documenti ufficiali del Principato Elettorale di Sassonia.

## Canone
Inizialmente Lutero ebbe una scarsa considerazione dei libri di Ester, Lettera agli Ebrei, Lettera di Giacomo, Lettera di Giuda e Apocalisse, anche se non arrivò a espungerli dalla sua Bibbia. In particolare, definì la lettera di Giacomo 'lettera di paglia': il motivo di tale disprezzo era dovuto alla notevole importanza che in tale lettera rivestono le opere di fede, cioè la carità, che al contrario non risulta fondamentale nello schema di pensiero luterano dominato dalla 'sola fede'. Dell'Apocalisse disse che "non vedeva in alcun modo come lo Spirito Santo potesse averla prodotta".
Per i dubbi sui 4 testi neotestamentari Lutero trovava conferma nella prassi della Chiesa primitiva, che in un primo momento aveva esitato ad accogliere tali scritti nel canone biblico.
I libri dell'Antico Testamento greco della Settanta che non si trovano nel testo masoretico ebraico, da lui definiti Apocrifi, furono inclusi in una parte apposita. Secondo Lutero e i protestanti, non sono privi di valore: sebbene non possano servire a fondarvi la fede, in quanto non ispirati, possono risultare utili a nutrire la pietà dei cristiani.

## Revisioni
A partire dal 1861 venne intrapreso un lavoro di revisione e uniformizzazione dell'intero testo biblico. Diversi i motivi che portarono a ritoccare l'autorevolissimo lavoro uscito dalle mani di Lutero: data la natura a più mani dell'opera, non potevano mancare piccole discrepanze di stile o nella resa dei singoli termini; la lingua parlata, come è comprensibile, era sensibilmente mutata dai tempi di Lutero; rispetto al XVI secolo si era sviluppata una coscienza critica nell'uso e nel confronto dei testi originali; nel 1861 erano disponibili molti più testimoni dei testi biblici dei quali era doveroso tenere conto.
Nel 1870 fu pubblicata la revisione del Nuovo Testamento.
La bozza di revisione dell'intero testo biblico fu approntata nel 1883, e venne pubblicata nel 1892 come Kirchenamtliche Durchsicht (revisione ufficiale della chiesa). Nel 1912 ne uscì una seconda edizione.
Nel 1956 fu terminata una nuova revisione del Nuovo Testamento, nel 1964 dell'Antico Testamento protocanonico, nel 1970 dei libri apocrifi. Il lavoro venne svolto da un gruppo di studiosi cattolici e protestanti.
Nel 1975 la nuova revisione fu assunta nell'uso ufficiale.
Nel 1984 uscì un'altra edizione (Luther 84). In tale edizione venivano abbandonati termini usati da Lutero che suonano arcaici nel tedesco moderno: per esempio in Mt 5,15 Scheffel fu sostituita da Eimer, entrambi indicanti 'secchio' (il discorso potrebbe valere anche per l'attuale versione CEI che usa l'arcaico 'moggio'). Tale versione inoltre cambia la grafia di molti nomi propri: Nazareth (invece di Nazaret), Kapernaum (Kafarnaum), Hesekiel (Ezechiel), Hiob (Ijob); Rut (Ruth), Jonatan (Jonathan), Ester (Esther). Tale cambiamento ha prodotto un disorientamento non indifferente tra i fedeli tedeschi.
Nel 1998 apparve una revisione non ufficiale (Luther 98), che riprendeva il testo del 1912.
Nel 1999, in seguito alla riforma ortografica della lingua tedesca del 1996, vennero approntate alcune modifiche al testo della revisione del 1984.

## Fortuna e diffusione
Sebbene non sia stata la prima versione tedesca della Bibbia, quella di Lutero raggiunse una diffusione e popolarità tale da renderla la Bibbia tedesca per eccellenza. Ad essa fecero riferimento le successive versioni realizzate nella galassia protestante, in lingua tedesca ma anche nelle altre lingue moderne. Anche per le traduzioni bibliche tedesche campo cattolico ha rappresentato un riferimento importante.
Dal punto di vista culturale e letterario, influenzò e uniformò in maniera notevole la lingua tedesca, allora suddivisa in vari dialetti, come accadde in seguito per la lingua inglese ad opera della King James Version.
La Bibbia di Zurigo è in parte basata sulla Bibbia di Lutero, ma l'edizione completa uscì nel 1531.